# غراهام كير
غراهام كير (بالإنجليزية: Graham Kerr)‏ هو طاهي نيوزيلندي، ولد في 22 يناير 1934 في لندن في المملكة المتحدة.

## وصلات خارجية
- الموقع الرسمي
- غراهام كير على موقع إن إن دي بي (الإنجليزية)